# I. e. 338
Évszázadok: i. e. 5. század – i. e. 4. század – i. e. 3. század
Évtizedek: i. e. 380-as évek – i. e. 370-es évek – i. e. 360-as évek – i. e. 350-es évek – i. e. 340-es évek – i. e. 330-as évek – i. e. 320-as évek – i. e. 310-es évek – i. e. 300-as évek – i. e. 290-es évek – i. e. 280-as évek
Évek: i. e. 343 – i. e. 342 – i. e. 341 – i. e. 340 –  i. e. 339 – i. e. 338 – i. e. 337 – i. e. 336 – i. e. 335 – i. e. 334 – i. e. 333

## Események

### Perzsa Birodalom
- III. Artaxerxész perzsa nagykirály eunuch főminisztere, Bagóasz kegyvesztetté válik, ezért megmérgezi a királyt és a legkisebb kivételével valamennyi fiát. A fiatalkorú Arszesz kerül a trónra IV. Artaxerxész néven, de a birodalmat valójában Bagóasz irányítja.

### Görögország
- II. Philipposz makedón király a lokrisziak legyőzése után behatol Phókiszba, ahol elfoglalja Elateia városát.
- Athén makedónellenes szövetséget köt Euboiával, Megarával, Akhaiával, Korinthosszal, Akarnaniával és a Peloponnészosz néhány másik városállamával. Démoszthenész Thébaiba utazik és ráveszi őket a szövetséghez való csatlakozásra; cserébe elismerik Thébai jogát egész Boiótiára és a hadjárat költségének kétharmadát Athén állja.
- Augusztus 2.: Philipposz a khairóneiai csatában legyőzi az athéni-thébai szövetséges haderőt. Az ütközetben a balszárnyat 18 éves fiára, Alexandroszra (Nagy Sándorra) bízza. A győzelem után a makedónok Thébaival szemben kemény, Athénnal viszont engedékenyebb feltételekkel kötnek békét, hála a fogságba esett Demadész ékesszólásának.
- Philipposz benyomul a Peloponnészoszra, legyőzi a thesszáliaiakat és Spártát, majd Korinthoszban pánhellén gyűlést hív össze, ahol elfogadtatja Makedónia hegemóniáját egész Görögország fölött.
- Athénban Lükurgoszra bízzák az állam pénzügyeit, aki rövid időn belül kétszeresére növeli a bevételeket.
- A dél-itáliai törzsek ellen már öt éve küzdő III. Arkhidamosz spártai királyt csapatának nagy részével együtt a lucanusok megölik a calabriai Manduria falai alatt. Utóda Spárta élén fia, III. Agisz.

### Szicília
- Karthágó segítséget nyújt a kisebb szicíliai városok zsarnokainak, akik szemben állnak Szürakuszai urával, Timoleónnal, aki azonban csatában foglyul ejti és kivégezteti Hiketaszt, Leontini urát. Karthágó békét köt Timoleónnal, a szigetet a Halükosz (Platani) folyó mentén osztják ketté. Timoleón ezután megdönti két kisebb város türannoszának uralmát, majd lemond tisztségéről és visszavonul.

### Róma
- Lucius Furius Camillust és Caius Maeniust választják consullá. A consulok elfoglalják Pedumot, majd egyesével felszámolják a még megmaradt városokat ellenállását és véget vetnek a latin háborúnak. A Latin Szövetséget felszámolják és a latin városokkal viselkedésük alapján más-más feltételekkel kötnek békét. Többen római polgárjogot nyernek, másoktól elkobozzák földjeik egy részét, de összességében engedékeny feltételeikkel hosszú távú békés időszaknak vetik meg az alapjait. Az Antiumtól elkobzott hajók orrával a római Forum szónoki emelvényét díszítik (innen kapta az a rostrum nevet).[1]

## Halálozások
- III. Artaxerxész perzsa király
- III. Arkhidamosz spártai király
- Iszokratész, athéni szónok
- Sang Jang, a kínai Csin állam főminisztere
- Csin Hsziao-kong, Csin állam uralkodója

## Fordítás
- Ez a szócikk részben vagy egészben  a(z)   338 BC című angol Wikipédia-szócikk ezen változatának fordításán alapul.  Az eredeti cikk szerkesztőit annak laptörténete sorolja fel. Ez a jelzés csupán a megfogalmazás eredetét és a szerzői jogokat jelzi, nem szolgál a cikkben szereplő információk forrásmegjelöléseként.